# 崔瑗

崔瑗（78年—143年），字子玉，涿郡安平縣人（今河北省衡水市安平縣），東漢书法家、文學家、政治人物。因擅長書法而有「草賢」的稱號，著名的作品有《座右銘》等。崔駰之子。

## 生平
崔瑗年少時失去雙親。十八歲時，崔瑗到洛陽遊學，在侍中賈逵門下學習天文、曆法、京房易傳等學問，學成後受到學者們的敬重。
崔瑗的兄長崔章被人殺死，崔瑗親手殺死了仇人後流亡天涯，後來朝廷大赦回到家鄉。崔瑗四十餘歲才擔任郡吏。因為被案件牽連入獄，獄吏恰是禮法的專家，崔瑗在被審訊的空檔，還趁機向這位獄吏請教。證實清白後出獄，被度遼將軍鄧遵徵辟，然而不久鄧遵被殺，崔瑗被免職。
後來車騎將軍閻顯的幕府徵辟崔瑗。漢安帝先前廢太子劉保為濟陰王，改立北鄉侯劉懿為嗣。安帝去世後北鄉侯繼位，閻太后稱制。崔瑗認為應該剷除陷害劉保的中常侍江京、陳達，再歸政給前太子劉保。崔瑗希望向閻顯建言此事，然而閻顯沉醉不能見面。崔瑗只好託長史陳禪轉告，陳禪聽了崔瑗的建議後猶豫不決。不久劉懿去世，宦官孫程擁立廢太子劉保登基，閻顯被殺，崔瑗也被牽連。崔瑗門生蘇祇知道崔瑗有歸政給前太子劉保的計畫，想要上書為老師發聲，被崔瑗阻止；同樣知情此事的長史陳禪這時已擔任司隸校尉，對崔瑗說：「就讓蘇祇上書吧，我願意為你做證。」崔瑗回應：「先前我說的就像是小朋友的悄悄話，希望使君也不要告訴別人。」於是辭歸，不再接受州郡的任命。大將軍梁商開幕府，也徵辟崔瑗，崔瑗也推辭了。
後來被舉為茂才，任職汲縣縣令，長達七年。任內有許多便民的政績，開闢稻田數百頃，興建灌溉工程。百姓們歌頌他：「天降神明君，錫我慈仁父。臨民布德澤，恩惠施以序。穿溝廣溉灌，決渠作甘雨。」汲縣有太公廟，由於齊太公是崔氏的先祖，曾任會稽太守的縣民杜宣建議，既然崔瑗恰好到祖先故居任職，應前去祭祀，於是崔瑗為之立壇祀。
漢安初年，崔瑗被大司農胡廣、少府竇章共同舉薦，改任济北國相。這時李固為太山太守，很欣賞崔瑗，因此送禮希望結交。約一年後，光祿大夫杜喬巡視各郡國，舉報崔瑗收賄，因而傳喚崔瑗至廷尉。崔瑗上書為自己辯護，因而被釋放。然而不久之後，崔瑗也於漢安二年（143年）病故，年六十六歲。臨終向兒子崔寔說：「夫人稟天地之氣以生，及其終也，歸精於天，還骨於地。何地不可臧形骸，勿歸鄉里。其賵贈之物，羊豕之奠，一不得受。」崔寔遵從了遺言，將父親葬在洛陽。

## 交友與為人
崔瑗與竇章、王符、馬融、張衡等人是好朋友。與馬融、張衡特別友好。後漢書張衡的傳記裏，還有收錄張衡寫給崔瑗討論學術的信件。張衡較早去世，崔瑗評價張衡「數術窮天地，制作侔造化。」崔瑗與兄弟感情很好，兄弟數十年都住在一起。
崔瑗敬愛士人，愛好賓客，為了招待可以不計代價地準備豐盛的菜餚，然而平日自己只吃蔬食菜羹而已，家裏也沒有太多積蓄，因而被世人所敬重。由於崔瑗為賓客準備的菜餚極為豐盛，當時甚至有人以此為由，批評崔瑗奢侈。崔瑗聽了大為憤怒，跟妻子說：「我省吃儉用來幫客人準備佳餚，反而因此被罵，可見士大夫真的沒資格吃好東西。以後不要再準備太豐盛的菜餚，免得被其他人說閒話。」話雖如此，最後準備的菜餚仍然極豐盛，崔瑗的俸祿都花在這上面了。

## 藝文成就
崔瑗在文學與書法兩方面都有成就。
崔瑗書法，擅長章草，師承杜操，而比杜操更加優美動人，被王隱譽為「草賢」。袁昂評論崔瑗書法「如危峰阻日，孤松一枝，有絕望之意。」唐张怀瓘《书断》评其书为“点画之间，莫不调畅”。张芝曾学其书法，对当时影响甚大。論著有《草書勢》，被衛恆《四體書勢》引用，全文保存於晉書中。
崔瑗的文學很有成就，范曄在《後漢書》推崇崔瑗的書、記、箴、銘等文體。劉勰的《文心雕龍》多篇中提及崔瑗，評論崔瑗的《南陽文學頌》的序文寫得出色，而頌本身簡略；論崔瑗是寫耒的長才，其敘事如傳；論崔瑗的《七厲》「植義純正。」還認為崔瑗的書記是後漢一代寫得特別好的作品。然而崔瑗的作品大多散失了，如劉勰稱道崔瑗的書記，現在只留下少數幾句吉光片羽，如《與葛元甫書》：「今遣奉書，錢千為贄，并送許子十卷，貧不及素，但以紙耳。」嚴可均《全後漢文》第四十五卷有崔瑗文章的輯本。
崔瑗最為人知的作品是他的《座右銘》：
無道人之短，無說己之長。施人慎勿念，受施慎勿忘。世譽不足慕，唯仁為紀綱。隱心而後動，謗議庸何傷？無使名過實，守愚聖所臧。在涅貴不淄，曖曖內含光。柔弱生之徒，老氏誡剛強。行行鄙夫志，悠悠故難量。慎言節飲食，知足勝不祥。行之苟有恆，久久自芬芳。
蕭統編選的《文選》收有這個作品。由於崔瑗早年有為兄長報仇而殺人亡命，後來幸而遇赦的經歷。註解文選五臣之一的呂延濟認為《座右銘》寫作於崔瑗遇赦之後，是用來自我儆戒的作品。崔瑗《座右銘》對後世有許多影響，如白居易很認同崔瑗《座右銘》的內容，自述曾多次書寫於牆壁上，自己又寫作了《續座右銘》。又有許多人以此作為教導晚輩的文字，如琅邪王氏的王儉年幼就展現優異的學習能力，被人稱讚，撫養他的叔父王僧虔說：「「我不患此兒無名，正恐名太盛耳！」因而手抄崔瑗《座右銘》送給王儉。
稍晚的梁元帝蕭繹也認為《座右銘》是一篇適合讓小孩學習的作品，將其編入自己編纂的作品《金樓子》之中。

## 家族
- 父：崔駰
- 兄弟：崔盤、崔章
- 妻：劉氏（崔寔之母）[24]
- 子：崔寔（子孫參見博陵崔氏）

## 延伸阅读
[在维基数据编辑]
 在维基文库阅读此作者作品（ 在维基共享资源阅览影像）
 《後漢書·卷52》，出自范晔《後漢書》
 《東觀漢記》